# 서울시청 축구단
서울 시청 FC(Seoul Metropolitan Government Football Club)는 대한민국 서울특별시에 있었던 축구 선수단이다. 서울특별시체육회가 운영했던 남자 세미프로 축구단이며, 1976년 1월에 창단되었고 2003년 11월에 해단되었다.

## 역사
서울시청 축구단은 1946년 창단되었다가 한국전쟁 기간에 해체되었으며 1975년부터 재창단 준비작업을 거쳐1976년 1월 15일 재창단식을 거행하며 공식 출범하였다. 선수 전원이 서울시립대학교 재학생으로 구성되었었다. 하지만, 2000년부터 체육특기자 제도가 개정된 이후로는 기존 팀에서 밀려온 선수로 구성하였다. 그 후 2003 시즌까지 내셔널리그에서 활약하며 실업 축구 우승컵을 들어올렸으나 2003년 예산상의 이유로 당시 서울시청 남자배구단과 함께 11월에 해체되었다. 이 때문에 서울시청은 축구협회 뿐만 축구팬들에게 철회 요청을 받았으나 받아들여지지 않았다.

## 역대 주요 성적
- 전국실업축구연맹전
  - ● 우승 (5): 1978 춘계, 1980 춘계, 1985 추계, 1988 춘계, 1989 후기
- 전국축구선수권대회
  - ● 우승 (3): 1980, 1982, 1986